# Aue (Saxònia)
|  | Per a altres significats, vegeu «Aue». |

Aue és un poble de la Saxònia (Alemanya) situat a la desembocadura del riu Schwarzwasser al riu Mulder, a les muntanyes Metal·líferes, i que té 18.000 habitants, aproximadament.
Aue va ser la seu administrativa de l'antic districte d'Aue-Schwarzenberg de la Saxònia i forma part de l'Erzgebirgskreis des de l'agost del 2008. Pertany a la Lliga de la ciutat de Silberberg (Städtebund Silberberg).
Com a ciutat minera ha estat coneguda pel seu coure, titani i caolí. La ciutat va ser un centre de construcció de maquinària i de fabricació de coberteria en l'època de l'Alemanya Oriental, i és avui dia un incipient centre turístic a causa del pas del camí de l'argent (Silberstraße ) a través de la ciutat. La ciutat és també coneguda pel seu club de futbol, el FC Erzgebirge Aue, que juga a la  segona divisió de la Bundesliga des de l'any 2003.
Aue va ser fins a l'any 1991 un centre de la corporació minera germano-soviètica Sowjetisch-Deutsche Aktiengesellschaft Wismut (SDAG Wismut).